# Lista uczestników Tour de Pologne 2013

## Lista startowa
| Legenda | Legenda                                                                                     |
| ------- | ------------------------------------------------------------------------------------------- |
|         | Oznaczenie zawodników, którzy są zwycięzcami odpowiedniej klasyfikacji Tour de Pologne 2013 |
| DNS     | Oznaczenie zawodników, którzy nie przystąpili do danego etapu                               |
| DNF     | Oznaczenie zawodników, którzy nie ukończyli danego etapu                                    |
| DSQ     | Oznaczenie zawodników, którzy zostali zdyskwalifikowani po danym etapie                     |

| Pro Team Astana AST | Pro Team Astana AST | Pro Team Astana AST | Pro Team Astana AST                            | Pro Team Astana AST |
| Numer               | Zawodnik            | Państwo             | Uwagi                                          | Miejsce             |
| ------------------- | ------------------- | ------------------- | ---------------------------------------------- | ------------------- |
| 1                   | Vincenzo Nibali     | Włochy              |                                                | 53.                 |
| 2                   | Valerio Agnoli      | Włochy              |                                                | 105.                |
| 3                   | Aleksandr Djaczenko | Kazachstan          |                                                | DNS-7               |
| 4                   | Tanel Kangert       | Estonia             | Mistrz Estonii w jeździe indywidualnej na czas | 9.                  |
| 5                   | Paolo Tiralongo     | Włochy              |                                                | 43.                 |
| 6                   | Alessandro Vanotti  | Włochy              |                                                | DNF-5               |

| Omega Pharma-Quick Step OPQ | Omega Pharma-Quick Step OPQ | Omega Pharma-Quick Step OPQ | Omega Pharma-Quick Step OPQ | Omega Pharma-Quick Step OPQ |
| Numer                       | Zawodnik                    | Państwo                     | Uwagi                       | Miejsce                     |
| --------------------------- | --------------------------- | --------------------------- | --------------------------- | --------------------------- |
| 11                          | Gianluca Brambilla          | Włochy                      |                             | 32.                         |
| 12                          | Kevin de Weert              | Belgia                      |                             | 40.                         |
| 13                          | Michał Gołaś                | Polska                      |                             | 35.                         |
| 14                          | Serge Pauwels               | Belgia                      |                             | DNF-5                       |
| 15                          | Zdeněk Štybar               | Czechy                      |                             | 24.                         |
| 16                          | Kristof Vandewalle          | Belgia                      |                             | 31.                         |

| Lampre-Merida LAM | Lampre-Merida LAM  | Lampre-Merida LAM | Lampre-Merida LAM | Lampre-Merida LAM |
| Numer             | Zawodnik           | Państwo           | Uwagi             | Miejsce           |
| ----------------- | ------------------ | ----------------- | ----------------- | ----------------- |
| 21                | Winner Anacona     | Kolumbia          |                   | 79.               |
| 22                | Przemysław Niemiec | Polska            |                   | 67.               |
| 23                | Michele Scarponi   | Włochy            |                   | 45.               |
| 24                | José Serpa         | Kolumbia          |                   | 26.               |
| 25                | Simone Stortoni    | Włochy            |                   | DNF-6             |
| 26                | Diego Ulissi       | Włochy            |                   | 29.               |

| Sky Procycling SKY | Sky Procycling SKY | Sky Procycling SKY | Sky Procycling SKY | Sky Procycling SKY |
| Numer              | Zawodnik           | Państwo            | Uwagi              | Miejsce            |
| ------------------ | ------------------ | ------------------ | ------------------ | ------------------ |
| 31                 | Sergio Henao       | Kolumbia           |                    | 5.                 |
| 32                 | Danny Pate         | Stany Zjednoczone  |                    | 96.                |
| 33                 | Luke Rowe          | Wielka Brytania    |                    | DNF-1              |
| 34                 | Ben Swift          | Wielka Brytania    |                    | DNF-6              |
| 35                 | Rigoberto Urán     | Kolumbia           |                    | 47.                |
| 36                 | Bradley Wiggins    | Wielka Brytania    |                    | 48.                |

| BMC Racing Team BMC | BMC Racing Team BMC | BMC Racing Team BMC | BMC Racing Team BMC                           | BMC Racing Team BMC |
| Numer               | Zawodnik            | Państwo             | Uwagi                                         | Miejsce             |
| ------------------- | ------------------- | ------------------- | --------------------------------------------- | ------------------- |
| 41                  | Mathias Frank       | Szwajcaria          |                                               | 46.                 |
| 42                  | Thor Hushovd        | Norwegia            | Mistrz Norwegii w wyścigu ze startu wspólnego | 89.                 |
| 43                  | Dominik Nerz        | Niemcy              |                                               | 13.                 |
| 44                  | Taylor Phinney      | Stany Zjednoczone   |                                               | 101.                |
| 45                  | Marco Pinotti       | Włochy              | Mistrz Włoch w jeździe indywidualnej na czas  | 87.                 |
| 46                  | Ivan Santaromita    | Włochy              | Mistrz Włoch w wyścigu ze startu wspólnego    | 14.                 |

| Team Saxo-Tinkoff TST | Team Saxo-Tinkoff TST | Team Saxo-Tinkoff TST | Team Saxo-Tinkoff TST                                            | Team Saxo-Tinkoff TST |
| Numer                 | Zawodnik              | Państwo               | Uwagi                                                            | Miejsce               |
| --------------------- | --------------------- | --------------------- | ---------------------------------------------------------------- | --------------------- |
| 51                    | Bruno Pires           | Portugalia            |                                                                  | DNF-6                 |
| 52                    | Chris Anker Sørensen  | Dania                 |                                                                  | 10.                   |
| 53                    | Nicki Sørensen        | Dania                 |                                                                  | DNF-6                 |
| 54                    | Oliver Zaugg          | Szwajcaria            |                                                                  | 33.                   |
| 55                    | Rafał Majka           | Polska                | Zwycięzca klasyfikacji punktowej · Najwyżej sklasyfikowany Polak | 4.                    |
| 56                    | Timothy Duggan        | Stany Zjednoczone     |                                                                  | 92.                   |

| Cannondale CAN | Cannondale CAN     | Cannondale CAN | Cannondale CAN | Cannondale CAN |
| Numer          | Zawodnik           | Państwo        | Uwagi          | Miejsce        |
| -------------- | ------------------ | -------------- | -------------- | -------------- |
| 61             | Ivan Basso         | Włochy         |                | 8.             |
| 62             | Maciej Paterski    | Polska         |                | 34.            |
| 63             | Daniele Ratto      | Włochy         |                | 54.            |
| 64             | Cristiano Salerno  | Włochy         |                | 57.            |
| 65             | Cayetano Sarmiento | Kolumbia       |                | 22.            |
| 66             | Cameron Wurf       | Australia      |                | 23.            |

| Team Katusha KAT | Team Katusha KAT    | Team Katusha KAT | Team Katusha KAT | Team Katusha KAT |
| Numer            | Zawodnik            | Państwo          | Uwagi            | Miejsce          |
| ---------------- | ------------------- | ---------------- | ---------------- | ---------------- |
| 71               | Maksim Bielkow      | Rosja            |                  | DNF-6            |
| 72               | Siergiej Czerneckij | Rosja            |                  | 18.              |
| 73               | Władimir Gusiew     | Rosja            |                  | 19.              |
| 74               | Petr Ignatienko     | Rosja            |                  | 56.              |
| 75               | Ángel Vicioso       | Hiszpania        |                  | DNF-6            |
| 76               | Simon Špilak        | Słowenia         |                  | DNF-6            |

| RadioShack-Leopard RLT | RadioShack-Leopard RLT | RadioShack-Leopard RLT | RadioShack-Leopard RLT                            | RadioShack-Leopard RLT |
| Numer                  | Zawodnik               | Państwo                | Uwagi                                             | Miejsce                |
| ---------------------- | ---------------------- | ---------------------- | ------------------------------------------------- | ---------------------- |
| 81                     | Fabian Cancellara      | Szwajcaria             | Mistrz Szwajcarii w jeździe indywidualnej na czas | 68.                    |
| 82                     | Ben Hermans            | Belgia                 |                                                   | 12.                    |
| 83                     | Robert Kišerlovski     | Chorwacja              | Mistrz Chorwacji w wyścigu ze startu wspólnego    | 11.                    |
| 84                     | Jarosław Popowycz      | Ukraina                |                                                   | 71                     |
| 85                     | Thomas Rohregger       | Austria                |                                                   | DNS-7                  |
| 86                     | Jesse Sergent          | Nowa Zelandia          |                                                   | 91.                    |

| Belkin BEL | Belkin BEL        | Belkin BEL | Belkin BEL | Belkin BEL |
| Numer      | Zawodnik          | Państwo    | Uwagi      | Miejsce    |
| ---------- | ----------------- | ---------- | ---------- | ---------- |
| 91         | Stef Clement      | Holandia   |            | 85.        |
| 92         | Steven Kruijswijk | Holandia   |            | DNS-7      |
| 93         | Mark Renshaw      | Australia  |            | DNF-6      |
| 94         | Luis León Sánchez | Hiszpania  |            | 25.        |
| 95         | David Tanner      | Australia  |            | 80.        |
| 96         | Robert Wagner     | Niemcy     |            | 100.       |

| Garmin-Sharp GRS | Garmin-Sharp GRS  | Garmin-Sharp GRS  | Garmin-Sharp GRS | Garmin-Sharp GRS |
| Numer            | Zawodnik          | Państwo           | Uwagi            | Miejsce          |
| ---------------- | ----------------- | ----------------- | ---------------- | ---------------- |
| 101              | Thomas Dekker     | Holandia          |                  | 51.              |
| 102              | Nathan Haas       | Australia         |                  | DNF-6            |
| 103              | Alex Howes        | Stany Zjednoczone |                  | 15.              |
| 104              | Jacob Rathe       | Stany Zjednoczone |                  | 103.             |
| 105              | Johan Vansummeren | Belgia            |                  | 60.              |
| 106              | Steele Von Hoff   | Australia         |                  | 108.             |

| Movistar Team MOV | Movistar Team MOV | Movistar Team MOV | Movistar Team MOV | Movistar Team MOV |
| Numer             | Zawodnik          | Państwo           | Uwagi             | Miejsce           |
| ----------------- | ----------------- | ----------------- | ----------------- | ----------------- |
| 111               | Eros Capecchi     | Włochy            |                   | 6.                |
| 112               | Ángel Madrazo     | Hiszpania         |                   | 42.               |
| 113               | Javier Moreno     | Hiszpania         |                   | DNS-7             |
| 114               | Sylwester Szmyd   | Polska            |                   | 90.               |
| 115               | Francisco Ventoso | Hiszpania         |                   | DNF-6             |
| 116               | Giovanni Visconti | Włochy            |                   | 61.               |

| Euskaltel-Euskadi EUS | Euskaltel-Euskadi EUS | Euskaltel-Euskadi EUS | Euskaltel-Euskadi EUS | Euskaltel-Euskadi EUS |
| Numer                 | Zawodnik              | Państwo               | Uwagi                 | Miejsce               |
| --------------------- | --------------------- | --------------------- | --------------------- | --------------------- |
| 121                   | Garikoitz Bravo       | Hiszpania             |                       | 63.                   |
| 122                   | Jon Izagirre          | Hiszpania             |                       | 2.                    |
| 123                   | Ricardo Mestre        | Portugalia            |                       | 74.                   |
| 124                   | Miguel Mínguez        | Hiszpania             |                       | 49.                   |
| 125                   | Adrián Sáez           | Hiszpania             |                       | 52.                   |
| 126                   | Robert Vrečer         | Słowenia              |                       | DNF-6                 |

| Orica-GreenEDGE OGE | Orica-GreenEDGE OGE | Orica-GreenEDGE OGE | Orica-GreenEDGE OGE                                                                               | Orica-GreenEDGE OGE |
| Numer               | Zawodnik            | Państwo             | Uwagi                                                                                             | Miejsce             |
| ------------------- | ------------------- | ------------------- | ------------------------------------------------------------------------------------------------- | ------------------- |
| 131                 | Jens Mouris         | Holandia            |                                                                                                   | DNF-5               |
| 132                 | Mitchell Docker     | Australia           |                                                                                                   | 88.                 |
| 133                 | Luke Durbridge      | Australia           | Mistrz Australii w jeździe indywidualnej na czas · Mistrz Australii w wyścigu ze startu wspólnego | DNF-2               |
| 134                 | Leigh Howard        | Australia           |                                                                                                   | 98.                 |
| 135                 | Aidis Kruopis       | Litwa               |                                                                                                   | DNF-6               |
| 136                 | Pieter Weening      | Holandia            | Zwycięzca klasyfikacji generalnej                                                                 | 1.                  |

| Argos-Shimano ARG | Argos-Shimano ARG           | Argos-Shimano ARG | Argos-Shimano ARG | Argos-Shimano ARG |
| Numer             | Zawodnik                    | Państwo           | Uwagi             | Miejsce           |
| ----------------- | --------------------------- | ----------------- | ----------------- | ----------------- |
| 141               | Warren Barguil              | Francja           |                   | 17.               |
| 142               | Reinardt Janse van Rensburg | Południowa Afryka |                   | 93.               |
| 143               | Ji Cheng                    | Chiny             |                   | 109.              |
| 144               | Luka Mezgec                 | Słowenia          |                   | 95.               |
| 145               | Thomas Peterson             | Stany Zjednoczone |                   | 36.               |
| 146               | Georg Preidler              | Austria           |                   | 28.               |

| Vacansoleil-DCM VCD | Vacansoleil-DCM VCD | Vacansoleil-DCM VCD | Vacansoleil-DCM VCD             | Vacansoleil-DCM VCD |
| Numer               | Zawodnik            | Państwo             | Uwagi                           | Miejsce             |
| ------------------- | ------------------- | ------------------- | ------------------------------- | ------------------- |
| 151                 | Tomasz Marczyński   | Polska              | Zwycięzca klasyfikacji górskiej | 39.                 |
| 152                 | Grega Bole          | Słowenia            |                                 | 59.                 |
| 153                 | Maurits Lammertink  | Holandia            |                                 | 70.                 |
| 154                 | Bert Lindeman       | Holandia            |                                 | 72.                 |
| 155                 | Mirko Selvaggi      | Włochy              |                                 | DNF-6               |
| 156                 | Rafa Valls          | Hiszpania           |                                 | DNF-6               |

| Lotto-Belisol LTB | Lotto-Belisol LTB  | Lotto-Belisol LTB | Lotto-Belisol LTB | Lotto-Belisol LTB |
| Numer             | Zawodnik           | Państwo           | Uwagi             | Miejsce           |
| ----------------- | ------------------ | ----------------- | ----------------- | ----------------- |
| 161               | Dirk Bellemakers   | Holandia          |                   | 78.               |
| 162               | Francis De Greef   | Belgia            |                   | 27.               |
| 163               | Vicente Reynes     | Hiszpania         |                   | 73.               |
| 164               | Tosh Van der Sande | Belgia            |                   | 84.               |
| 165               | Dennis Vanendert   | Belgia            |                   | DNF-6             |
| 166               | Jelle Vanendert    | Belgia            |                   | 64.               |

| Ag2r-La Mondiale ALM | Ag2r-La Mondiale ALM | Ag2r-La Mondiale ALM | Ag2r-La Mondiale ALM | Ag2r-La Mondiale ALM |
| Numer                | Zawodnik             | Państwo              | Uwagi                | Miejsce              |
| -------------------- | -------------------- | -------------------- | -------------------- | -------------------- |
| 171                  | Gediminas Bagdonas   | Litwa                |                      | 102.                 |
| 172                  | Manuel Belletti      | Włochy               |                      | DNS-2                |
| 173                  | Jauhien Hutarowicz   | Białoruś             |                      | 106.                 |
| 174                  | Metteo Montaguti     | Włochy               |                      | 37.                  |
| 175                  | Domenico Pozzovivo   | Włochy               |                      | 7.                   |
| 176                  | Christophe Riblon    | Francja              |                      | 3.                   |

| FDJ   | FDJ                | FDJ       | FDJ                                            | FDJ     |
| Numer | Zawodnik           | Państwo   | Uwagi                                          | Miejsce |
| ----- | ------------------ | --------- | ---------------------------------------------- | ------- |
| 181   | Sandy Casar        | Francja   |                                                | 50.     |
| 182   | Kenny Elissonde    | Francja   |                                                | 16.     |
| 183   | Matthieu Ladagnuos | Francja   |                                                | 62.     |
| 184   | Arnaud Courteille  | Francja   |                                                | 77.     |
| 185   | Cedric Pineau      | Francja   |                                                | 82.     |
| 186   | Jussi Veikkanen    | Finlandia | Mistrz Finlandii w wyścigu ze startu wspólnego | 58.     |

| Team NetApp TNE | Team NetApp TNE     | Team NetApp TNE | Team NetApp TNE                          | Team NetApp TNE |
| Numer           | Zawodnik            | Państwo         | Uwagi                                    | Miejsce         |
| --------------- | ------------------- | --------------- | ---------------------------------------- | --------------- |
| 191             | Cesare Benedetti    | Włochy          |                                          | 86.             |
| 192             | Bartosz Huzarski    | Polska          | Zwycięzca klasyfikacji najaktywniejszych | 66.             |
| 193             | Leopold König       | Czechy          |                                          | 38.             |
| 194             | Andreas Schillinger | Niemcy          |                                          | 81.             |
| 195             | Daniel Schorn       | Austria         |                                          | 76.             |
| 196             | Paul Voss           | Niemcy          |                                          | 30.             |

| Colombia COL | Colombia COL      | Colombia COL | Colombia COL | Colombia COL |
| Numer        | Zawodnik          | Państwo      | Uwagi        | Miejsce      |
| ------------ | ----------------- | ------------ | ------------ | ------------ |
| 201          | Darwin Atapuma    | Kolumbia     |              | 20.          |
| 202          | Fabio Duarte      | Kolumbia     |              | DNF-6        |
| 203          | Leonardo Duque    | Kolumbia     |              | 97.          |
| 204          | Robinson Chalapud | Kolumbia     |              | 99.          |
| 205          | Carlos Quintero   | Kolumbia     |              | DNF-5        |
| 206          | Jeffry Romero     | Kolumbia     |              | 44.          |

| CCC Polsat Polkowice CCC | CCC Polsat Polkowice CCC | CCC Polsat Polkowice CCC | CCC Polsat Polkowice CCC | CCC Polsat Polkowice CCC |
| Numer                    | Zawodnik                 | Państwo                  | Uwagi                    | Miejsce                  |
| ------------------------ | ------------------------ | ------------------------ | ------------------------ | ------------------------ |
| 211                      | Davide Rebellin          | Włochy                   |                          | 21.                      |
| 212                      | Jacek Morajko            | Polska                   |                          | DSQ-6                    |
| 213                      | Nikołaj Michajłow        | Bułgaria                 |                          | 75.                      |
| 214                      | Bartłomiej Matysiak      | Polska                   |                          | 94.                      |
| 215                      | Mateusz Taciak           | Polska                   |                          | 41.                      |
| 216                      | Adrian Honkisz           | Polska                   |                          | 55.                      |

| Reprezentacja Polski POL | Reprezentacja Polski POL | Reprezentacja Polski POL | Reprezentacja Polski POL | Reprezentacja Polski POL |
| Numer                    | Zawodnik                 | Państwo                  | Uwagi                    | Miejsce                  |
| ------------------------ | ------------------------ | ------------------------ | ------------------------ | ------------------------ |
| 221                      | Łukasz Bodnar            | Polska                   |                          | 104.                     |
| 222                      | Paweł Cieślik            | Polska                   |                          | 65.                      |
| 223                      | Karol Domagalski         | Polska                   |                          | 69.                      |
| 224                      | Kamil Gradek             | Polska                   |                          | 83.                      |
| 225                      | Adam Stachowiak          | Polska                   |                          | DNF-2                    |
| 226                      | Paweł Franczak           | Polska                   |                          | 107.                     |